# Борислав Пелевић
Борислав Пелевић (Бубље код Пећи, 22. новембар 1956 — Београд, 25. октобар 2018) био је српски политичар. Пелевић је био самостални народни посланик и председник странке Сабор српског јединства. Био је добровољац и један од команданата Српске добровољачке гарде.

## Биографија
Био је један од команданата Арканових Тигрова и члан Председништва Српске напредне странке, сада је самостални народни посланик у скупштини Републике Србије. Доктор је наука из области спортског менаџмента и професор на Високој спортској и здравственој школи у Београду на предметима Менаџмент спортских такмичења и Увод у менаџмент.
Жељко Ражнатовић Аркан је основао Странку српског јединства у јесен 1993. године. Након Аркановог убиства на чело странке долази његов кум Пелевић. Странку је уз Пелевића водио и Драган Марковић Палма, који се одвојио 2003. године и основао Јединствену Србију. ССЈ се касније утопила у Српску радикалну странку. Након сукоба унутар радикала, у јесен 2008. године, Пелевић се приклања Николићу и његовој Српској напредној странци (скраћено СНС).
Из напредњака је иступио августа 2012. године, тврдећи да је незадовољан политиком нове власти (предвођене СНС) према Косову. 
Као добровољац је учествовао у ратовима 1991-1995. и два пута је тешко рањаван. Одликован је Сребрном и Златном медаљом за храброст „Милош Обилић”.
Тим који помаже одбрану Војислава Шешеља поднео је Тужилаштву за ратне злочине Србије кривичну пријаву против Борислава Пелевића за злочине у Зворнику 1992. Неколико сведока у процесу против лидера радикала пред Хашким трибуналом тврдили су да су за злочине у Зворнику, који се стављају на терет Шешељу, одговорни припадници Српске добровољачке гарде. Пелевић је узвратио кривичном пријавом против троје функционера Српске радикалне странке, Гордане Поп Лазић, Марине Рагуш и Петра Јојића због тога што су га лажно оптужили за ратни злочин. Тужилаштво за ратне злочине Републике Србије одбацило је све наведене оптужбе против Пелевића као неосноване.
Десет година је био главни и одговорни уредник часописа „Карате РИНГ“.
Подигао је цркву посвећену Светом цару Лазару, као своју задужбину, на Тари, у селу Заовине, заселак Секулићи.
Преминуо је 25. октобра 2018. године у Београду, после дуже болести.

## Спорт
На институту за спорт и физичку културу ИНСЕП у Паризу, 1986. и 1987. године дипломирао је борилачке спортове, смер савате бокс. Носилац је Сребрне рукавице, највишег звања у саватеу. Мајстор је каратеа - црни појас 4. дан а звање је добио полагањем пред комисијом чији је председник био прослављени селектор и тренер енглеске карате репрезентације, Тики Донован. Тренирао је карате клуб „Партизан“, са којим је освојио титулу шампиона Србије.
У два мандата је био члан Председништва Југословенског олимпијског комитета. Био је члан Председништва Спортског савеза Србије.
Био је дугогодишњи председник Кик-бокс савеза Југославије (YUKICK), а сада је председник Кик-бокс савеза Србије и председник најуспешнијег кик-бокс клуба „Црвена звезда-Делије“.
Основао је први кик бокс клуб у Србији где се тренирао фул контакт и савате бокс. Био је Председник Светске кик бокс федерације WAKO и Председник судијске комисије Светске федерације.

## Дела
Објавио је књиге: 
- „Кик бокс - Теорија и методика“ 1997,
- „Менаџмент спортских такмичења“,
- „Кроз историју Косова и Метохије“ и
- „Распето Косово и Метохија“.